# Herman Rosenblat
Herman A. Rosenblat (né le 23 septembre 1929, mort le 5 février 2015), Américain d'origine polonaise, était l'auteur de souvenirs mensongers sur l'Holocauste intitulés Angel at the Fence. Dans ce livre, Rosenblat prétendait raconter l'histoire vraie d'une fillette qui lui passait de la nourriture à travers les barbelés au camp de Schlieben, sous-camp du camp de concentration de Buchenwald pendant la Seconde Guerre mondiale. Il était prévu de publier le livre en 2009 aux éditions Berkley Books, mais on y renonça quand il apparut que de nombreux éléments du récit étaient imaginaires. Rosenblat admit plus tard avoir menti pour apporter du bonheur aux gens,.
Avant que l'imposture ne fût connue publiquement, les droits d'adaptation cinématographique avaient été achetés pour 25 millions de dollars par Harris Salomon, président d'Atlantic Overseas Pictures. Parmi les autres enthousiastes de l'histoire figure Oprah Winfrey, qui l'a décrite comme la plus admirable histoire d'amour qu'elle avait entendue depuis vingt-deux ans qu'elle recevait des invités à son show.
En juin 2010, Atlantic Overseas Pictures et le producteur Harris Salomon ont signé un accord avec Castel Film Studios et 3rd-i films à Londres, pour produire un long métrage sur l'affaire Herman Rosenblat, basé sur un scénario d'Ivo Marloh (scénariste déjà primé) et dont le titre aurait été The Apple (La pomme). La sortie du film était prévue pour 2015,,

## Biographie
Rosenblat, Juif polonais, vivait avant la Seconde Guerre mondiale dans la ville de Piotrków Trybunalski. En 1939, après l'invasion de la Pologne, les nazis contraignirent sa famille et des milliers d'autres de résider dans le ghetto de Piotrków Trybunalski, qu'ils venaient de créer. En 1942, Herman Rosenblat et ses trois frères, tous trois plus âgés que lui, furent déportés au camp de Schlieben, sous-camp du camp de concentration de Buchenwald. Le père était mort antérieurement du typhus. En ces circonstances, Rosenblat fut séparé de sa mère, mais selon l'historien de la Shoah Kenneth Waltzer (en), les détails donnés par Rosenblat sur cette séparation sont suspects. Rosenblat, qui selon certaines sources n'avait alors que onze ans, a expliqué plus tard qu'il s'en attribua faussement seize, sachant que les nazis mettaient les jeunes hommes au travail forcé et envoyaient les enfants à l'extermination. Environ 90 % des habitants du ghetto furent envoyés aux camps de la mort de Majdanek et Treblinka,. En 1945, Rosenblat fut transféré de Schlieben au camp de Theresienstadt, d'où il fut libéré à la fin de la guerre,,. Il a prétendu dans ses mémoires que quand il se trouvait au camp de Schieben, une fillette juive de neuf ans, qui se cachait dans cette ville avec sa famille et qui était sa future femme Roma, lui jeta tous les jours des pommes et du pain par-dessus la clôture électrique du camp,.
Après la libération, Rosenblat et ses frères furent amenés en Grande-Bretagne dans un groupe de 730 orphelins. Rosenblat dit qu'il vécut quatre ans à Londres, où il apprit le métier d'électricien à l'école de l'Organisation Reconstruction Travail. En 1950, il partit pour les États-Unis et fut enrôlé dans l'armée américaine en 1951. Il dit qu'après avoir servi deux ans, il s'installa à New York et ouvrit son propre atelier de réparation de TV à Brooklyn. Il rencontra Roma Radzicki aux États-Unis en 1957, dans un rendez-vous de première connaissance, et l'épousa. Il a prétendu plus tard que pendant ce rendez-vous, il avait reconnu Roma comme la fillette qui lui lançait des pommes par-dessus la clôture et qu'il lui avait proposé immédiatement le mariage,,.

## Récit mensonger de survie à la Shoah

### Invention et chemin vers la gloire
En 1992, Rosenblat et sa femme avaient connu de sérieuses difficultés financières après avoir été victimes d'un vol à main armée qui laissa leur fils, Kenneth Rosenblat, dans une chaise roulante et valut à Herman Rosenblat des blessures graves. Rosenblat inventa son histoire pendant qu'il se remettait de ses blessures à l'hôpital,,. Il a affirmé que sa mère lui était apparue à l'hôpital et lui avait dit de raconter son histoire au monde,. En 1994, l'Internal Revenue Service prit un droit de gage sur Rosenblat en raison de non-paiement de la taxe sur les salaires, ce qui doit avoir augmenté la pression financière sur lui.
C'est vers la fin de 1995 que Rosenblat, à l'occasion d'un concours organisé par le New York Post, raconta pour la première fois publiquement l'histoire de la pomme et c'est cette histoire qui lui valut d'être invité à l'émission d'Oprah Winfrey en 1996,,. Oprah Winfrey interviewa de nouveau Rosenblat dans une émission de 2007 et décrivit son histoire comme « la plus magnifique histoire d'amour que nous ayons diffusée sur les ondes depuis vingt-deux ans que nous réalisons ce show,,. »
Berkley Books, une maison d'édition du groupe Penguin, signa un contrat avec Rosenblat pour la publication de son livre de souvenirs Angel at the Fence, l'agent littéraire de Rosenblat étant Andrea Hurst. Le producteur cinématographique Harris Salomon, d'Atlantic Overseas Pictures, projeta de faire réaliser sur la base de l'histoire de Rosenblat un film au budget de 25 millions de dollars intitulé The Flower at the Fence.

### Révélation de l'imposture
L'historienne de la Shoah Deborah Lipstadt dénonça l'histoire dans son blog personnel en décembre 2007. Des survivants du génocide juif comme Peter Kubicek dénoncèrent eux aussi l'invraisemblance de l'histoire. Le blogueur juif américain Danny Bloom demanda par courriels à plusieurs historiens, parmi lesquels Kenneth Waltzer, d'examiner la question.
Waltzer, en vue d'un livre qu'il préparait, avait interviewé des survivants, dont certains lui avaient dit que l'histoire de Rosenblat était probablement fausse. En november 2008, Waltzer prit contact avec les genéalogistes Sharon Sergeant (en) et Colleen Fitzpatrick et commença à approfondir l'affaire,. Il apprit qu'il était interdit aux prisonniers du camp de Schlieben d'approcher de la clôture sous peine de mort et que c'était également interdit aux gens de l'extérieur. Cette clôture était électrifiée et surveillée 24 heures sur 24 par des gardes armés postés sur des miradors, prêts à tirer sur toute personne s'approchant de la clôture, que ce fût de l'intérieur ou de l'extérieur du camp. Les baraques où logeaient les SS étaient proches de la seule clôture qui donnait sur l'extérieur et des prisonniers approchant de ces baraques auraient été exécutés. Waltzer découvrit aussi que Roma, la future épouse de Rosenblat, ne se trouva jamais dans la ville de Schlieben, mais passa cette période dans une ferme allemande à 340 km de là, près de Wrocław,,. Un autre survivant du même camp, Ben Helfgott, dit à Waltzer que Rosenblat n'avait jamais raconté l'histoire avant le milieu des années 1990. Waltzer interrogea alors l'éditeur et l'agent littéraire sur l'authenticité de l'histoire, mais avec peu de succès. Il y eut des gens qui lui résistèrent activement et essayèrent d'arrêter ses investigations,.
Le 25 et le 26 décembre 2008, The New Republic publia deux articles sur la question. Le premier s'appuyait sur les recherches de Waltzer et le second ajoutait des éléments en provenance de survivants du camp et de membres de la famille de Rosenblat. Le 27 décembre, Rosenblat avoua finalement la vérité au producteur du film en projet, Harris Solomon, et à son agent littéraire, Andrea Hurst,. Il déclara que la partie de son récit concernant les pommes jetées par-dessus la clôture était purement imaginaire mais que les autres détails de son expérience de l'Holocauste étaient exacts,. Pourtant, on a découvert depuis lors d'autres contrevérités dans son histoire.[réf. souhaitée] Rosenblat s'est donné pour excuse que « C'était mon imagination, et dans mon esprit, je le croyais. Même maintenant, je le crois. » Il a dit aussi qu'en faisant ces mensonges, il avait eu pour but d'apporter du bonheur aux gens,.
Les membres de sa famille étaient au courant de la fausseté de son histoire et certains d'entre eux avaient essayé de le dissuader de la raconter. Cela divisa la famille. Le dernier survivant de ses frères, Sam, mort en 2007, refusait de lui parler. L'affaire aurait mis les deux enfants de Herman très mal à l'aise. La famille, toutefois, bien qu'elle désapprouvât Rosenblat, ne révéla jamais la vérité aux médias, aux éditeurs ou aux producteurs,,,. Quant à l'épouse de Rosenblat, elle participa aux mensonges de son mari. Les autres orphelins de Buchenwald savaient que l'histoire était invraisemblable mais décidèrent de ne rien dire. Ce fut le cas par exemple de Sidney Finkel, auteur lui aussi d'un livre de souvenirs sur sa déportation et ami de Rosenblat : dès 1996, Roma lui avait confié qu'elle avait passé la guerre ailleurs qu'à Schieben. Au fil du temps, il y eut parmi les personnes au courant de la fausseté de l'histoire un consensus croissant en faveur du rétablissement de la vérité.

### Réactions à la découverte du mensonge
Le 27 décembre 2008, le jour même des aveux de Rosenblat, Berkley Books annula la publication du livre, disant avoir reçu « de nouvelles informations » de l'agent de Rosenblat,. Un porte-parole déclara que la compagnie réclamerait l'argent qu'elle avait avancé et la compagnie refusa de faire d'autres commentaires,. Une version du livre destinée aux enfants, écrite par Laurie Friedman, de Miami, et intitulée Angel Girl, avait été mise sur le marché en septembre 2008. Quand Lerner Books, compagnie éditrice de ce livre, apprit qu'il était fondé sur des mensonges, elle annonça qu'elle ne ferait pas de nouveau tirage et rembourserait tout exemplaire qui lui serait rendu. Il y eut environ 2.000 exemplaires vendus.
Le producteur Harris Salomon a déclaré qu'il ignorait le caractère mensonger du récit de Rosenblat quand il commença à travailler sur une version filmée de ce récit, mais que même après les aveux de Rosenblat, il gardait l'intention de poursuivre la production, vu qu'il avait toujours projeté une « adaptation libre et romancée, » et que « l'histoire a encore de quoi captiver des publics dans le monde entier. » Il avait travaillé avec Rosenblat pendant six ans sur le projet initial. Après la révélation de la fraude, le centre d'intérêt du film fut déplacé vers l'histoire d'amour et les motifs qu'un survivant de l'Holocauste peut avoir d'inventer une histoire. Salomon demanda à Rosenblat de donner tous les revenus qu'il tirerait du film à des œuvres au profit des rescapés de l'Holocauste,, mais Rosenblat refusa.
Oprah Winfrey publia une décharge de responsabilité sur son site web et en février 2009, elle se dit « désappointée ».
Parmi les dupes de Rosenblat figure Michael Berenbaum, ancien directeur de l'United States Holocaust Memorial Museum, à qui le producteur Harris Salomon avait demandé de lire le manuscrit et dont le candidat éditeur du livre alléguait l'avis pour repousser les critiques. Après l'aveu de Rosenblat, Berenbaum a dit, pour se défendre, que des choses encore plus folles que les éléments du récit de Rosenblat ont réellement eu lieu. Il a dit aussi qu'il avait remarqué des inexactitudes dans le manuscrit mais n'avait pas pensé à mettre l'histoire d'amour en doute.
Le 24 juillet 2009, une vidéo intitulée « Exclusive : Herman Rosenblat in Auschwitz Tells Apple Love Story » (« Exclusif : Herman Rosenblat à Auschwitz raconte l'histoire d'amour avec la pomme » fut mise en ligne sur YouTube. La chaîne YouTube à laquelle appartient cette vidéo se présente comme la chaîne officielle de Herman Rosenblat, ce qui n'a jamais été contesté. On y voit Rosenblat raconter aux producteurs Abi Sirokh et Harris Salomon l'histoire de la pomme jetée par-dessus la barrière du camp, histoire dont Rosenblat avait avoué la fausseté sept mois avant la mise en ligne de la vidéo.
Le 1er septembre 2009, York House Press publia un livre intitulé The Apple, écrit par Penelope Holt. Ce livre raconte la vie de Rosenblat et discute les motifs possibles de son mensonge. Ici encore, toutefois, on a préféré donner une version romancée des faits plutôt qu'une relation exacte. Peter Kubicek, qui avait ouvertement critiqué le livre original, est remercié dans la préface du nouveau pour l'aide qu'il a apportée à sa rédaction.

### Analyse et répercussions
Dans une lettre au magazine The New Republic, l'historien Kenneth Waltzer estimait inquiétant que, pendant une dizaine d'années, si peu de gens aient remarqué les failles évidentes de l'histoire et en aient demandé une explication. Au jugement de Waltzer et de Gabriel Sherman, correspondant spécial du New Republic, Rosenblat n'avait pas besoin d'embellir son histoire, déjà si frappante en elle-même,. Waltzer incrimine notamment tous les « fabricants de culture » (« culture makers ») qui ont profité de la diffusion de l'histoire et n'ont jamais mis en doute même ses parties les plus invraisemblables. Ni les éditeurs du livre ni Oprah Winfrey n'ont essayé de vérifier l'authenticité de l'histoire avant de l'avaliser,. Il faut cependant noter que, d'après un article de l'Associated Press, le professeur Michael Berenbaum, ancien directeur de l'United States Holocaust Memorial Museum, avait été prié de donner un avis sur le manuscrit et n'avait pas émis d'objections.
Deborah Lipstadt, historienne de la Shoah, et d'autres personnalités ont sévèrement condamné Rosenblat car sa conduite pourrait amener des gens à douter du génocide juif et encourager les négateurs de la Shoah,.
Selon Colleen Fitzpatrick, une des généalogistes qui a collaboré avec Waltzer, de telles impostures pourraient être évitées si les éditeurs consacraient quelques milliers de dollars à faire vérifier par des historiens et des généalogistes chaque récit de souvenirs présentant un risque de fausseté avant d'y investir des sommes énormes.
Rosenblat, parmi d'autres faux éléments de son histoire, prétendit que son gazage avait été décidé pour le 10 mai 1945 à 10 heures du matin et que la libération du camp de Theresienstadt le sauva à deux heures de l'échéance fatale. En fait, la guerre cessa officiellement le 8 mai et tout le camp avait été confié à la Croix-Rouge une semaine avant. De plus, note l'historienne de l'Holocauste Deborah Lipstadt, Theresienstadt n'avait pas de chambres à gaz et dans les camps où on gazait les détenus juifs, on ne les en avertissait pas à l'avance.